# Il sommo re
Il Sommo Re (titolo in lingua originale: The High King) è un romanzo per ragazzi, l'ultimo dei cinque che compongono Le cronache di Prydain, un ciclo fantasy scritto dall'americano Lloyd Alexander e basato sulle leggende contenute nel Mabinogion, il testo mitologico più importante della letteratura gallese. È stato pubblicato nel 1968.
Personaggi principali di questo romanzo sono i protagonisti già precedentemente comparsi nella saga: il giovane Taran, assistente-guardiano di maiali, la principessa Eilonwy, discendente della nobile casata di Llyr, il re e bardo girovago Fflewddur Fflam, Gwydion, principe di Dôn e figlio di Re Math fab Mathonwy, e una particolare creatura di nome Gurgi, dall'aspetto minaccioso, ma dal carattere mite.

## Trama
L'incipit del romanzo si collega direttamente all'epilogo del precedente capitolo della saga, Taran il girovago, con Taran e Gurgi che fanno ritorno a Caer Dallben dopo il lungo viaggio intrapreso alla ricerca delle origini di Taran. L'atmosfera gioiosa della rimpatriata è però subito offuscata da un cupo evento: il bardo Fflewddur Flam sopraggiunge, portandosi appresso il principe Gwydion, ferito nel corso di un'imboscata tesagli dai Cacciatori di Arawn, i quali lo hanno derubato della portentosa spada Dyrnwyn (apparsa in Il Libro dei Tre). Parallelamente i Cantrev ed anche i Commot stanno venendo attaccati da mercenari di Arawn e negli scontri perdono la vita due amici di Taran, incontrati nelle precedenti avventure: Rhun, il giovane re di Mona, e il vasaio Annlaw. Dallben accetta di consultare il potere oracolare della scrofa magica Hen Wen, ma il responso è criptico e apparentemente presagisce una vittoria inevitabile per il mago Arawn, Signore della Morte.
A Caer Dathyl, la fortezza dei Figli di Don, dalla quale governa il Sommo Re Math, Gwydion riunisce i sovrani di Prydain per organizzare la resistenza al nemico, ma a sorpresa defeziona il più potente degli alleati di Math: re Pryderi. Quest'ultimo infatti si dichiara stufo della signoria dei Figli di Don, a suo dire troppo condiscendente nei confronti dei rissosi re minori dei Cantrev, mentre solo un sovrano con potere assoluto potrà reggere giustamente Prydain. I soldati di Pryderi attaccano Caer Dathyl, e a sostenerli nella battaglia accorrono i Figli del Calderone (i guerrieri non-morti schiavi di Arawn), contro i quali i difensori non possono nulla. La città viene espugnata e il Sommo Re ucciso.
Il principe Gwydion riesce a sopravvivere e conclude che l'unica speranza di ribaltare le sorti della guerra è un duplice attacco diretto ad Annuvin, il regno di Arawn, momentaneamente sguarnito delle sue truppe più forti. Taran e i suoi amici Eilonwy, Gurgi e Fflewddur Flam si uniscono alla missione. Nel corso dell'estenuante marcia, durante la quale perde la vita Coll, il gruppo di Taran supera le diverse peripezie che incontra, grazie all'aiuto di personaggi incontrati nei precedenti episodi, come il mostruoso Gwythaint de Il Calderone Nero, l'eremita e protettore degli animali Medwyn e Doli del Popolo Fatato.
Pryderi intanto si reca a Caer Dallben, per rubare il magico Libro dei Tre e portarlo ad Arawn. Il vecchio Dallben, senza opporre resistenza, tenta di convincerlo a desistere da una strada, che in un modo o nell'altro provocherà la sua rovina, ma il re lo ignora e viene ucciso dalla magia del Libro.
Intanto i due gruppi di combattenti di Taran e Gwydion raggiungono Annuvin e ingaggiano battaglia con il presidio di Arawn, ma le speranze sembrano perdute quando, di ritorno da Caer Dathyl, sopraggiungono gli invincibile Figli del Calderone. Taran, incalzato da un guerriero non-morto, raggiunge la cima del Monte Drago, dove fortunosamente trova nascosta la spada Dyrnwyn, la impugna e, sferrando un colpo contro l'assalitore, riesce a distruggerlo. Subito dopo anche gli altri Figli del Calderone, liberati dal maleficio, crollano al suolo. La battaglia volge al meglio per gli uomini Prydain, e anche Arawn stesso, vistosi perduto, tenta la fuga mutando il proprio aspetto prima in quello di Gwydion, poi in quello di un serpente. Ma, riconosciuto e afferrato dalla strega Achren (la sua maestra di un tempo, che lui aveva tradito e che successivamente si è posta al servizio di Dallben), il Signore della Morte viene decapitato da Taran con Dyrnwyn.
Liberata la terra, Gwydion annuncia l'avvenuto compimento della missione per cui i Figli di Don erano venuti a Prydain dalla loro patria, la Terra d'Estate, e che quindi adesso potranno farvi ritorno. Promettendo un luogo paradisiaco, dove non esistono morte e malattia, il principe offre di seguirlo anche agli eroi che lo hanno aiutato, come Gurgi e Fflewddur. Taran invece decide di rimanere a Prydain e ne viene nominato nuovo Sommo Re, facendo inavvertitamente avverare una profezia contenuta nel Libro dei Tre, per la quale lui, non appartenente "a ceto alcuno" (le sue origini infatti gli sono sempre state ignote), sarebbe diventato signore di Prydain. Detto addio agli amici (incluso Doli, ché, dopo la guerra, il re del Popolo Fatato ha deciso di chiudere definitivamente i portali tra il regno sotterraneo e Prydain), solo Eilonwy decide a sua volta di rimanere con Taran, come sua sposa.